# トーマス・マックナイト
トーマス・マックナイト（英語: Thomas McKnight、1941年 - ）は、アメリカ合衆国の画家。1941年、米国カンザス州ローレンス生まれ。

## 人物・来歴
マックナイトは、モントリオール、ニューヨーク、ワシントンD.C.の郊外で育ち、コネチカット州ミドルタウンの小規模なリベラル・アーツ・カレッジ、ウェズリアン大学に通った。その大学で彼は芸術を専攻したわずか5名のうちの一人だった。大学3年時にはパリに滞在した。
ウェズリアン大学を卒業後、コロンビア大学で美術史を学び、その後、1964年にタイム誌に仕事を得て8年間働く。その間、1966年から1968年にはアメリカ陸軍で朝鮮戦争に従軍した。
1972年に、マックナイトはタイム誌を離れ、ギリシャのミコノス島に避暑に向かいそこで本格的に絵を描き始める。1979年、ミコノス島で休暇に訪れていたオーストリア人学生レナーテ(Renate)と出会い、翌年に結婚する。
1980年代を通じてマックナイトは、制作数が限定されたセリグラフ（シルクスクリーン）で人気を得るようになった。
1991年にアーバンリゾートフェア神戸’93のイメージアーティストに選ばれ、1992年から1994年にかけて日本各地で来日展、個展が開催された。
1994年にマックナイトはホワイトハウスから当時のクリントン大統領の公式クリスマス・カードの3つのイラストの最初のものの作画を依頼される。そのイラスト"White House Red Room"はランズエンドのカタログの表紙に採用され、その原画とともにクリスマスギフト用アイテムとして売りに出された。
マックナイトの作品は、ニューヨークのメトロポリタン美術館、およびスミソニアン協会の常設展示に加えられている。
マックナイト夫妻は、コネチカット州リッチフィールドに暮らしている。